# Хубер, Анке
Анке Хубер (нем. Anke Huber; родилась 4 декабря 1974 года в Брухзале, Западная Германия) — немецкая теннисистка.
- Обладательница Кубка Федерации (1992) и Кубка Хопмана (1995) в составе национальной сборной Германии.
- Финалистка 1 турнира Большого шлема в одиночном разряде (Australian Open-1996).
- Финалистка 1 итогового турнира WTA в одиночном разряде (1995).
- Финалистка Кубка Хопмана (1994) в составе национальной сборной Германии.
- Полуфиналистка 4 турниров Большого шлема (2 — в одиночном разряде и по разу — в парном разряде и миксте).
- Победительница 13 турниров WTA (12 — в одиночном разряде).
- Полуфиналистка 1 юниорского турнира Большого шлема в одиночном разряде (Уимблдон-1990).

## Общая информация
Анке — одна из двух детей Эдгара и Герды Хубер. У неё есть старший брат Франк.
Анке длительное время встречается с футбольным комментатором одного из немецких телеканалов Роджером Виттманом. В апреле 2005 года у них родился сын — Моритц Лука, а в октябре 2006 года — дочь — Лаура Софи.
Хубер в теннисе с 7 лет, когда отец привёл её на теннисный корт.
В 2002 году Анке стала чиновником национальной теннисной федерации, став одним из директоров турнира в Фильдерштадте (ныне — Штутгарте).
Помимо тенниса любит играть в баскетбол.

## Спортивная карьера

### Личные турниры
Анке провела вполне успешную юниорскую карьеру, последовательно став лучшей теннисисткой Германии в возрастной группе до 12, до 14 и до 16 лет. В 1988 году ей покорился престижный французский Les Petits As, через год — юниорский чемпионат Европы, а ещё год спустя Хубер дошла до полуфинала одиночного турнира юниорского Уимблдона и стала обладательницей юниорского кубка Федерации в составе команды Западной Германии.
Очень рано — уже в 1988 году — немка стала пробовать играть соревнования взрослого тура. Быстро привыкнув к новому уровню тенниса она к 1990 году прорывается в число двухсот сильнейших одиночных теннисисток мира, попутно выиграв несколько небольших турниров ITF и пройдя квалификацию на турнире WTA во Франции. В январе 1990 года она дебютирует на взрослом турнире Большого шлема: получив возможность сразу сыграть в основе Australian Open Анке сразу проходит в третий круг, где в трёх напряжённых сетах уступает тогдашней 18-й ракетке мира Рафаэлле Реджи. Следующие несколько месяцев Хубер стабильно набирает очки на разнообразных соревнованиях, постепенно подбираясь к первой сотне рейтинга. Войти в неё удаётся накануне US Open: стартовав с отбора немка побеждает на небольшом турнире WTA в Скенектади.
До конца сезона Анке ещё раз играет в финале соревнования WTA, заканчивая год 37-й ракеткой мира в одиночном разряде. В следующем сезоне она продолжает улучшать свои рейтинговые позиции, регулярно выходит в решающие стадии крупных турниров (в Австралии добыт первый четвертьфинал турниров Большого шлема, в конце года выигран первый турнир 2-й категории — в Фильдерштадте) и обыгрывая многих игроков Top10.
Постепенно уровень результатов становится таковым, что рейтинг немки стабильно колеблется в районе десятой позиции. В 1993-97 годах она регулярно отбирается на итоговый турнир ассоциации.
На середину 1990-х приходится пик карьеры в одиночном разряде: в ноябре 1995 Хубер выходит в финал итогового турнира, переиграв Мари Пьерс и Кимико Датэ она в решающем матче в пяти сетах уступает Штеффи Граф; через несколько месяцев после этого она выходит в первый и последний финал турнира Большого шлема — в Австралии, где переиграв Кончиту Мартинес она уступает титульный матч Монике Селеш.
В эти же сроки периодически приходили успехи и в парном разряде: Анке четырежды играла финалах турниров WTA. а также по разу достигла полуфиналов турниров Большого шлема в женском и смешанном парных разрядах. Успех в классической паре пришёлся на Roland Garros-1992, где ей ассистировала соотечественница Штеффи Граф; а аналогичный результат в миксте произошёл спустя восемь лет — на Уимблдоне-2000, где её партнёром был австралиец Джошуа Игл.
До 2002 года немка сохраняет свои рейтинговые позиции, но постепенно усталость от турнирной жизни и всё чаще дающая о себе знать травма лодыжки заставляют её задуматься о завершении игровой карьеры. Осенью 2011 года, в последний момент отобравшись на итоговый турнир, который в том сезоне принимала Германия, она объявляет об окончании игровой карьеры по окончании года.

### Сборная команда
Анке принимала участие в Олимпийских играх в Барселоне и Атланте, дважды сыграв одиночные турниры и один раз отметившись в парных соревнованиях.
В 1990-98 и в 2000-01 годах Хубер призывалась в национальную команду в Кубке Федерации, сыграв за это время в 26 матчевых встречах и одержав в них 29 побед. В 1992 году, вместе со Штеффи Граф и Барбарой Риттнер она принесла Германии второй в её истории трофей чемпионки этого соревнования. Анке сохраняет за собой рекорд команды по максимальному числу побед в одиночных матчах (24), а также она является самой молодой теннисисткой, когда либо игравшей за сборную — в 1990 году она сыграла за команду в возрасте 15 лет и 230 дней.
В 1990-х годах Хубер также неоднократно приглашалась в национальную команду в Кубке Хопмана. В этом турнире на её счету тринадцать выигранных матчей и два финала — в 1994 году она и Бернд Карбахер уступили чехам, а год спустя она и Борис Беккер переиграли украинцев.

## Рейтинг на конец года
| Год  | Одиночный рейтинг | Парный рейтинг |
| 2001 | 18                | 73             |
| 2000 | 19                | 42             |
| 1999 | 16                | 64             |
| 1998 | 21                | 137            |
| 1997 | 14                | 58             |
| 1996 | 7                 | 158            |
| 1995 | 10                | 226            |
| 1994 | 12                | 124            |
| 1993 | 10                | 90             |
| 1992 | 11                | 92             |
| 1991 | 14                | 215            |
| 1990 | 37                | 504            |
| 1989 | 199               |                |

## Выступления на турнирах

### Выступление в одиночных турнирах

#### Финалы турниров Большого шлема в одиночном разряде (1)

##### Поражения (1)
| №  | Год  | Турнир          | Покрытие | Соперница в финале | Счёт    |
| 1. | 1996 | Australian Open | Хард     | Моника Селеш       | 4-6 1-6 |

#### Финалы Итоговых турнировWTAв одиночном разряде (1)

##### Поражения (1)
| №  | Год  | Турнир        | Покрытие | Соперница в финале | Счёт                |
| 1. | 1995 | Нью-Йорк, США | Ковёр(i) | Штеффи Граф        | 1-6 6-2 1-6 6-4 3-6 |

#### Финалы турнировWTAв одиночном разряде (23)

##### Победы (12)
| Легенда:                    |
| --------------------------- |
| Турниры Большого Шлема (0)  |
| Олимпиада (0)               |
| Итоговый чемпионат года (0) |
| 1-я категория (1)           |
| 2-я категория (4+1)         |
| 3-я категория (4)           |
| 4-я категория (2)           |
| 5-я категория (1)           |

| Титулы по покрытиям | Титулы по месту проведения матчей турнира |
| ------------------- | ----------------------------------------- |
| Хард (3)            | Зал (6)                                   |
| Грунт (4+1)         | Зал (6)                                   |
| Трава (1)           | Открытый воздух (6+1)                     |
| Ковёр (4)           | Открытый воздух (6+1)                     |

| №   | Дата            | Турнир                      | Покрытие | Соперница в финале  | Счёт           |
| 1.  | 20 августа 1990 | Скенектади, США             | Хард     | Марианна Вердель    | 6-1 5-7 6-4    |
| 2.  | 20 октября 1991 | Фильдерштадт, Германия      | Хард(i)  | Мартина Навратилова | 2-6 6-2 7-6(4) |
| 3.  | 18 июля 1993    | Кицбюэль, Австрия           | Грунт    | Юдит Вайзнер        | 6-4 6-1        |
| 4.  | 31 июля 1994    | Мариа-Ланковиц, Австрия (2) | Грунт    | Юдит Вайзнер        | 6-3 6-3        |
| 5.  | 16 октября 1994 | Фильдерштадт, Германия (2)  | Хард(i)  | Мари Пьерс          | 6-4 6-2        |
| 6.  | 13 ноября 1994  | Филадельфия, США            | Ковер(i) | Мари Пьерс          | 6-0 6-7(4) 7-5 |
| 7.  | 1 октября 1995  | Лейпциг, Германия           | Ковер(i) | Магдалена Малеева   | Без игры       |
| 8.  | 23 июня 1996    | Хертогенбос, Нидерланды     | Трава    | Хелена Сукова       | 6-4 7-6(2)     |
| 9.  | 6 октября 1996  | Лейпциг, Германия (2)       | Ковер(i) | Ива Майоли          | 5-7 6-3 6-1    |
| 10. | 27 октября 1996 | Люксембург                  | Ковер(i) | Карина Габшудова    | 6-3 6-0        |
| 11. | 16 апреля 2000  | Оэйраш, Португалия          | Грунт    | Натали Деши         | 6-2 1-6 7-5    |
| 12. | 23 июля 2000    | Сопот, Польша               | Грунт    | Гала Леон Гарсия    | 7-6(4) 6-3     |

##### Поражения (11)
| №   | Дата             | Турнир                  | Покрытие | Соперница в финале  | Счёт                |
| 1.  | 24 сентября 1990 | Байонна, Франция        | Ковер(i) | Натали Тозья        | 3-6 6-7(8)          |
| 2.  | 11 января 1993   | Сидней, Австралия       | Хард     | Дженнифер Каприати  | 1-6 4-6             |
| 3.  | 24 октября 1993  | Брайтон, Великобритания | Ковер(i) | Яна Новотна         | 2-6 4-6             |
| 4.  | 19 ноября 1995   | Итоговый чемпионат WTA  | Ковер(i) | Штеффи Граф         | 1-6 6-2 1-6 6-4 3-6 |
| 5.  | 26 января 1996   | Australian Open         | Хард     | Моника Селеш        | 4-6 1-6             |
| 6.  | 12 августа 1996  | Лос-Анджелес, США       | Хард     | Линдсей Дэвенпорт   | 2-6 3-6             |
| 7.  | 13 октября 1996  | Фильдерштадт, Германия  | Хард(i)  | Мартина Хингис      | 2-6 6-3 3-6         |
| 8.  | 16 февраля 1997  | Париж, Франция          | Ковер(i) | Мартина Хингис      | 3-6 6-3 3-6         |
| 9.  | 17 августа 1997  | Торонто, Канада         | Хард     | Моника Селеш        | 2-6 4-6             |
| 10. | 5 февраля 2001   | Париж, Франция (2)      | Ковер(i) | Амели Моресмо       | 6-7(2) 1-6          |
| 11. | 26 мая 2001      | Страсбург, Франция      | Грунт    | Сильвия Фарина-Элиа | 5-7 6-0 4-6         |

#### Финалы турнировITFв одиночном разряде (2)

##### Победы (2)
| Легенда:        |
| --------------- |
| 100.000 USD (0) |
| 75.000 USD (0)  |
| 50.000 USD (0)  |
| 25.000 USD (1)  |
| 10.000 USD (1)  |

| Титулы по покрытиям | Титулы по месту проведения матчей турнира |
| ------------------- | ----------------------------------------- |
| Хард (1)            | Зал (0)                                   |
| Грунт (1)           | Зал (0)                                   |
| Трава (0)           | Открытый воздух (2)                       |
| Ковёр (0)           | Открытый воздух (2)                       |

| №  | Дата           | Турнир           | Покрытие | Соперница в финале | Счёт    |
| 1. | 29 мая 1989    | Катовице, Польша | Грунт    | Нора Байхикова     | 6-1 6-2 |
| 2. | 20 ноября 1989 | Булин, Австралия | Хард     | Ренне Стаббс       | 6-4 6-1 |

### Выступления в парном разряде

#### Финалы турнировWTAв парном разряде (4)

##### Победы (1)
| №  | Дата           | Турнир            | Покрытие | Партнёрша  | Соперницы в финале            | Счёт           |
| 1. | 28 апреля 1997 | Гамбург, Германия | Грунт    | Мари Пьерс | Руксандра Драгомир Ива Майоли | 2-6 7-6(1) 6-2 |

##### Поражения (3)
| №  | Дата            | Турнир                  | Покрытие | Партнёрша          | Соперницы в финале              | Счёт        |
| 1. | 18 октября 1993 | Брайтон, Великобритания | Ковер(i) | Лариса Савченко    | Лаура Голарса Наталья Медведева | 3-6 6-1 4-6 |
| 2. | 16 января 1999  | Сидней, Австралия       | Хард     | Мэри-Джо Фернандес | Елена Лиховцева Ай Сугияма      | 3-6 6-2 0-6 |
| 3. | 18 октября 1999 | Москва, Россия          | Ковер(i) | Жюли Алар-Декюжи   | Лиза Реймонд Ренне Стаббс       | 1-6 0-6     |

### Выступления в командных турнирах

#### Финалы командных турниров (3)

##### Победы (2)
| №  | Год  | Турнир          | Команда                             | Соперник в финале                 | Счёт в финале |
| -- | ---- | --------------- | ----------------------------------- | --------------------------------- | ------------- |
| 1. | 1992 | Кубок Федерации | Германия А.Хубер, Ш.Граф, Б.Риттнер | Испания К.Мартинес, А.Санчес      | 2-1           |
| 2. | 1995 | Кубок Хопмана   | Германия · А.Хубер, Б.Беккер        | Украина · Н.Медведева, А.Медведев | 3-0           |

##### Поражения (1)
| №  | Год  | Турнир        | Команда                        | Соперник в финале          | Счёт в финале |
| -- | ---- | ------------- | ------------------------------ | -------------------------- | ------------- |
| 1. | 1994 | Кубок Хопмана | Германия · А.Хубер, Б.Карбахер | Чехия · Я.Новотна, П.Корда | 1-2           |

## История выступлений на турнирах

### Одиночные турниры
| Турнир                 | 1990  | 1991  | 1992  | 1993          | 1994          | 1995          | 1996  | 1997          | 1998          | 1999          | 2000  | 2001  | Итог   | В/П за карьеру |
| ---------------------- | ----- | ----- | ----- | ------------- | ------------- | ------------- | ----- | ------------- | ------------- | ------------- | ----- | ----- | ------ | -------------- |
| Турниры Большого Шлема |       |       |       |               |               |               |       |               |               |               |       |       |        |                |
| Australian Open        | 3Р    | 1/4   | 1/4   | 4Р            | 3Р            | 4Р            | Ф     | 4Р            | 1/2           | 2Р            | 1Р    | -     | 0 / 11 | 33-11          |
| Roland Garros          | -     | 3Р    | 2Р    | 1/2           | 4Р            | 4Р            | 4Р    | 1Р            | -             | -             | 4Р    | 2Р    | 0 / 9  | 21-9           |
| Уимблдон               | 2Р    | 4Р    | 3Р    | 4Р            | 2Р            | 4Р            | 3Р    | 3Р            | -             | 1Р            | 4Р    | 4Р    | 0 / 11 | 23-11          |
| US Open                | 1Р    | 2Р    | 1Р    | 3Р            | 2Р            | 4Р            | 1Р    | 3Р            | 1Р            | 1/4           | 1/4   | 3Р    | 0 / 12 | 19-12          |
| Итог                   | 0 / 3 | 0 / 4 | 0 / 4 | 0 / 4         | 0 / 4         | 0 / 4         | 0 / 4 | 0 / 4         | 0 / 2         | 0 / 3         | 0 / 4 | 0 / 3 | 0 / 43 |                |
| В/П в сезоне           | 3-3   | 10-4  | 7-4   | 13-4          | 7-4           | 12-4          | 11-4  | 7-4           | 5-2           | 5-3           | 11-4  | 6-3   |        | 96-43          |
| Олимпийские игры       |       |       |       |               |               |               |       |               |               |               |       |       |        |                |
| Летняя олимпиада       | НП    | НП    | 1/4   | Не проводился | Не проводился | Не проводился | 3Р    | Не проводился | Не проводился | Не проводился | -     | НП    | 0 / 2  | 5-2            |
| Итоговый чемпионат WTA |       |       |       |               |               |               |       |               |               |               |       |       |        |                |
| Sanex Championships    | -     | -     | -     | 1/2           | 1Р            | Ф             | 1Р    | 1Р            | -             | 1/4           | -     | 1Р    | 0 / 7  | 6-7            |